# Matt Welch
Matthew Lee Welch (Bellflower, 31 de julio de 1968) es un periodista, bloguero, escritor y comentarista político libertario estadounidense.

## Primeros años
Welch nació el 31 de julio de 1968 en Bellflower, California. Creció en Long Beach, California. Asistió a la Universidad de California en Santa Bárbara como parte de la clase de 1990, pero no completó un título. A través de su madre, la autora Mary Bobbitt Townsend, es el tataranieto del contralmirante Hugo Osterhaus.

## Carrera profesional
A finales de la década de 1990, escribió para Tabloid.net, junto con Tim Blair y Ken Layne. A principios de la década de 1990, fue uno de los fundadores del periódico Prognosis, con sede en Praga. Welch investigó los efectos de las sanciones de la ONU contra Irak, a menudo criticando los informes de otros. El comentarista Mike Rosen elogió su investigación como «trabajo de labrador».
En 2007, escribió una interpretación del candidato presidencial republicano de 2008, John McCain, desde una perspectiva libertaria. En McCain: The Myth of a Maverick («McCain, el mito de un inconformista»), Welch argumentó que una presidencia de McCain promovería una agenda estatista. A través de una solicitud de la FOIA, Welch obtuvo una copia de la tesis del War College de McCain que, basada en su experiencia como prisionero de guerra, defendía la enseñanza de la política exterior estadounidense a los reclutas militares.
De 2008 a 2016, fue jefe de redacción de la revista libertaria mensual Reason. Ahora se desempeña como editor en general. De 2006 a 2007, fue editor de la página editorial de Los Angeles Times. Welch ganó el premio a la «Mejor reseña/crítica/columna de entretenimiento» en la 53.ª Entrega Anual de los Premios de Periodismo del Sur de California, organizados por el Los Angeles Press Club, por su trabajo Bailing Out Big Brother: Media criticism goes from rebelling against media oligarchs to handing them a lifeline («Rescatando al Gran Hermano: la crítica de los medios va de rebelarse contra los oligarcas de los medios de comunicación a dándoles un salvavidas»).
En 2011, Matt Welch coescribió The Declaration of Independents: How Libertarian Politics Can Fix What's Wrong with America («La declaración de los independientes: Cómo la política libertaria puede arreglar lo que está mal en Estados Unidos») con el editor en jefe de Reason.tv, Nick Gillespie. Se ha convertido en un comentarista frecuente en programas de noticias por cable y fue coanfitrión del programa de discusión política y eventos actuales de Fox Business Network, The Independents.
Matt Welch es coanfitrión del pódcast The Fifth Column junto con Kmele Foster y Michael Moynihan. 

## Vida personal
Welch vive en Brooklyn, Nueva York, con su esposa y sus dos hijas.

## Publicaciones
- McCain: The Myth of a Maverick. St. Martin's Griffin. 2007. ISBN 0-230-60396-3.
- The Declaration of Independents: How Libertarian Politics Can Fix What's Wrong with America. Public Affairs. 2011. ISBN 1-58648-938-0.